# Adrenalina (пісня Сеніт)
«Adrenalina» — це пісня італійської співачки Сеніт, випущена 8 березня 2021 року через Panini Sp А  для представлення Сан-Марино на Євробаченні 2021 року в Роттердамі, Нідерланди.  Версія із вокалом від американського репера Flo Rida була випущена 12 березня 2021 року. 

## Конкурс пісні Євробачення

### Внутрішній відбір
16 травня 2020 року Сан-Марино RTV підтвердило, що Сеніт представлятиме Сан-Марино на конкурсі 2021 року.  Фрагмент вступу Сеніт був опублікований 7 березня 2021 р., що свідчить про те, що у цій пісні буде присутній Flo Rida.  Однак команда Сан-Марино, яка виступила за заяву, заявила, що «Flo Rida був частиною продюсерування і його вокал прозвучав у відеокліпі, але поки не вирішено, чи братиме він участь на сцені в Роттердамі. Реп-частина в будь-якому випадку залишиться».  Пізніше було підтверджено 18 травня 2021 року, що  Flo Rida приєднається до Сеніта у виступі у півфіналі 2. 

### На Євробаченні
65-е видання Євробачення відбудеться у Роттердамі, Нідерланди, і складатиметься з двох півфіналів 18 травня та 20 травня 2021 року та великого фіналу 22 травня 2021 року  Згідно з правилами Євробачення, всі країни-учасниці, крім приймаючої країни та Великої п'ятірки, що складається з Франції, Німеччини, Італії, Іспанії та Великої Британії, повинні пройти участь у одному з двох півфіналів для участі у змаганнях за фінал, хоча 10 найкращих країн від відповідного півфінального прогресу до великого фіналу.   17 листопада 2020 року було оголошено, що Сан-Марино виступить у першій половині другого півфіналу конкурсу. 

## Трек-лист
| Цифрове завантаження | Цифрове завантаження           | Цифрове завантаження |
| #                    | Назва                          | Тривалість           |
| -------------------- | ------------------------------ | -------------------- |
| 1.                   | «Adrenalina»                   | 2:51                 |
| 2.                   | «Adrenalina» (karaoke version) | 2:51                 |

| Цифрове завантаження | Цифрове завантаження              | Цифрове завантаження |
| #                    | Назва                             | Тривалість           |
| -------------------- | --------------------------------- | -------------------- |
| 1.                   | «Adrenalina» (featuring Flo Rida) | 2:59                 |